# Philippe Decaudin
Philippe Decaudin, né le 6 septembre 1944 et mort le 28 mai 2011, est un homme politique français, membre du Parti socialiste.
De 1997 à 2002, il est député de la 2e circonscription de la Vienne.

## Détail des fonctions et des mandats
Mandat parlementaire
- 1er juin 1997 - 18 juin 2002 : Député de la 2e circonscription de la Vienne